# Gare de Jessheim
La gare de Jessheim est une gare ferroviaire de la ligne Hovedbanen. Construite en 1854, elle fait partie des gares historiques de la ligne.

## Situation ferroviaire
La gare est située au (PK) 44.6 et à une altitude de 203,8 mètres. Elle se trouve entre la halte ferroviaire fermée de Dragvoll et la halte ferroviaire ouverte de Nordby.

## Histoire

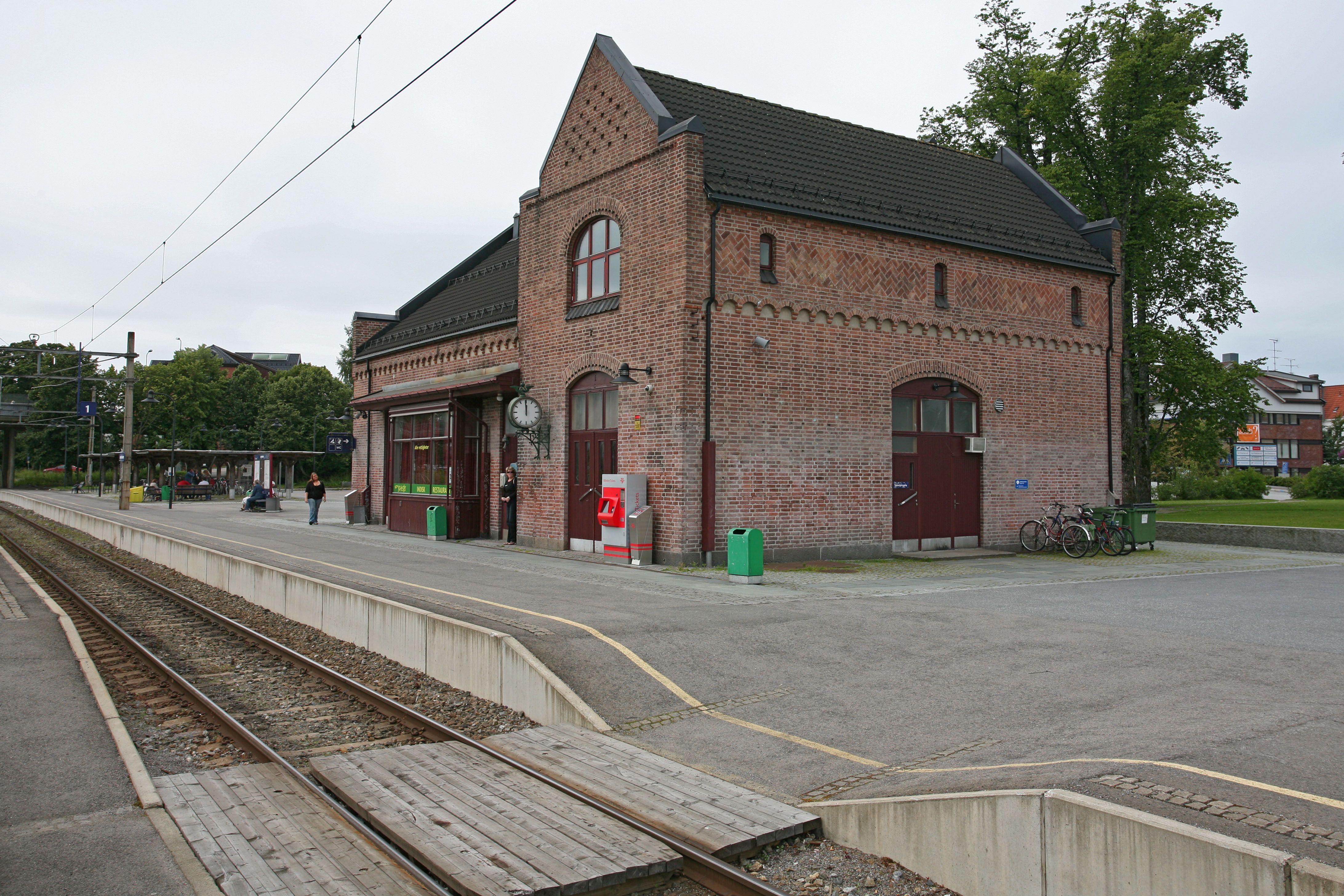
La gare vue des voies

La gare en 1854 a été appelée de Trøgstad, mais en raison du risque de confusion avec le nom Trøgstad construite en Østfold le nom a été modifié le 1er juin 1897 en Jessum qui est devenu Jesseim le 1er mai 1901 puis Jessheim en 1921.
Le premier bâtiment, en bois, est conçu par les architectes Heinrich Ernst Schirmer et Wilhelm von Hanno mais le 12 juin 1904 il est détruit par un incendie.
La gare est reconstruite à partir de 1908, en briques, selon les plans de l'architecte Henrik Bull.

### Inscription au patrimoine historique et culturel
Le 28 novembre 1996, la gare est inscrite au patrimoine historique et culturel selon la loi de 1978 Kulturminneloven  sous le numéro 86103-1. La décision de conservation comprend l'extérieur du bâtiment de la gare, les lampes en fer forgé à l'entrée de la salle d'attente et l'horloge de la gare. Cela englobe en outre l'escalier et les logements de l'étage.

## Service des voyageurs

### Accueil
La gare est équipée d'un parking de 289 places (dont 4 pour les personnes à mobilité réduite) ainsi que d'un parking à vélo. Dans la gare se trouve un kiosque, un café, une salle d'attente avec une pièce pour s'occuper de bébé.
La gare est équipée d'automates pour l'achat de titres de transport et il y a des aubettes sur les quais.

### Desserte
La gare est desservie par la ligne locale L 13 (Drammen-Oslo-Dal).

### Intermodalité
À proximité de la gare se trouve un arrêt de bus et une station de taxi.